# Ormosia pubescens
Ormosia pubescens är en ärtväxtart som beskrevs av R.H.Chang. Ormosia pubescens ingår i släktet Ormosia och familjen ärtväxter. Inga underarter finns listade i Catalogue of Life.